# Вершинское сельское поселение
Вершинское се́льское поселе́ние — муниципальное образование в Вагайском районе Тюменской области Российской Федерации.
Административный центр — деревня Осиновская.

## История
Статус и границы сельского поселения установлены Законом Тюменской области от 5 ноября 2004 года № 263 «Об установлении границ муниципальных образований Тюменской области и наделении их статусом муниципального района, городского округа и сельского поселения».

## Население
| 2010  | 2011  | 2012  | 2013  | 2014  | 2015  | 2016  |
| ----- | ----- | ----- | ----- | ----- | ----- | ----- |
| 1297  | ↘1295 | ↗1306 | ↘1304 | ↗1310 | ↗1315 | ↗1338 |
| 2017  | 2018  | 2019  | 2020  | 2021  | 2023  |       |
| ↘1335 | ↗1345 | ↗1347 | →1347 | ↘1067 | ↘1050 |       |

## Состав сельского поселения
| № | Населённый пункт | Тип населённого пункта          | Население |
| - | ---------------- | ------------------------------- | --------- |
| 1 | Вершинская       | деревня                         | 149       |
| 2 | Веселинская      | деревня                         | 183       |
| 3 | Одинарская       | деревня                         | 320       |
| 4 | Осиновская       | деревня, административный центр | 645       |